# Liste von Bunkeranlagen in Schleswig-Holstein
Die Liste von Bunkeranlagen in Schleswig-Holstein umfasst in erster Linie militärische Bunker auf dem Gebiet von Schleswig-Holstein. Sie stammen insbesondere aus der Zeit des Zweiten Weltkriegs und des Kalten Kriegs.

## Liste

### Kreis Schleswig-Flensburg
- Bunker Ludwig, ehemaliger Ausweichsitz der Landesregierung Schleswig-Holsteins, bei Lindewitt bei Flensburg (Weblink; Lage)[1]
- Bunker Simon, ehemaliger Ausweichsitz der Landesregierung Schleswig-Holsteins, bei Sankelmark bei Flensburg[2] (Lage)[3]
- ehemalige GSVBw 11 Kleinwolstrup

### Lübeck
- Liste von Bunkeranlagen in Lübeck

### Neumünster
- Ehemaliger Sanitätsbunker der 6. Panzergrenadierdivision in Neumünster[4]

### Kreis Rendsburg-Eckernförde
- Ehemaliger Fernmeldebunker 110 Holzbunge[5]
- Bunker des ehemaligen Warnamtes I Hohenwestedt[6]
- ehemalige GSVBw 19 Gettorf

### Kreis Nordfriesland
- ehemalige GSVBw 16 Bredstedt

### Kreis Pinneberg
- Hilfskrankenhaus Wedel

### Flensburg
- Truppenmannschaftsbunker in Mürwik
- Bunkerstollen bei Kielseng und dem Museumsberg Flensburg
- Zombeck-Türme in der Neustadt
- Rathaus-Atombunker
- Unterirdischer Bunker auf dem Areal der ehemaligen Duburg
- Am Rande von Mürwik in Meierwik der unterirdische Bunker des Flottenkommandos

### Kiel
- Hochbunker Flandernbunker, Stadtteil Wik, Hindenburgufer / Schweriner Straße, Truppenmannschaftsbunker 750
- Hochbunker, Marine-Schule-Bunker, Stadtteil Wik, Prinz-Heinrich-Straße, 2007 abgerissen, Truppenmannschaftsbunker 750[7]
- U-Bootbunker Kilian
- Hochbunker Alfons-Huysmans-Ring
- Hochbunker in der Fröbelstraße,
- Hochbunker am Holunderbusch
- Hochbunker am Krummbogen/Brüggerfelde
- Stollenbunker am Heckenrosenweg
- Hochbunker Werftstraße
- Tiefbunker Waisenhofstraße
- Hochbunker, Stadtteil Gaarden, Iltisstraße (Lage)
- Hochbunker, Stadtteil Südfriedhof, Schützenpark (Lage)
- Hochbunker, Stadtteil Wellingdorf, Wehdenweg (Lage)
- Tiefbunker, Stadtteil Schrevenpark, Lessingplatz (Lage)
- Hochbunker, Scharnhorst-Bunker, Stadtteil Wik, Warnemünder Straße (Lage)
- Tiefbunker, Stadtteil Schilksee, Funkstellenweg (Lage)